# Holmger Karlsson (Lejonbalk)
Holmger Karlsson (Lejonbalk), död 1280, var en svensk riddare.

## Biografi
Holmger Karlsson (Lejonbalk) var son till lagmannen Karl Ingeborgasson (Lejonbalk) i Tiohärads lagsaga och Ulfhild Sigtryggsdotter (Boberg). Han nämns vid tornerspelen mellan 1277–1278 i Erikskrönikan. Holmger Karlsson var troligen den riddaren som avrättades 1280.

### Familj
Holmger Karlsson var troligen gift med Helena Filipsdotter (Rumbyätten), dotter till riddaren Filip Finvidsson (Rumbyätten) och Karlsdotter (Fånöätten).